# Phare Aéreo de Rincón del Bonete
Le phare Aéreo de Rincón del Bonete est situé dans la centrale hydroélectrique Rincón del Bonete, sur le Río Negro (Uruguay). La tour du phare a été construite en 1937 par les techniciens qui ont travaillé sur la construction de la centrale hydroélectrique. La lanterne, installée en 1940, est située, à l'origine, sur le réservoir d'eau potable de la population. Le phare actuel peut être vu à l'œil nu à 50 km.
Le phare et sa balise sont liés à la présence de nazis dans le chantier de construction entre 1937 et 1942. La lampe, à l'époque diffusait une croix gammée. La balise devait être installée comme guide aérien pour les  vols aéropostaux dans les années 1930.
Rincón del Bonete était une possible enclave nazie en Uruguay avant le déclenchement de la Seconde Guerre mondiale. Le phare est resté en service jusqu'en 1970, puis inactif jusqu'en 1994. Il a depuis été sauvé, rénové et remis en service.